# 大ダイジェスト版 三億円強奪事件の唄
『大ダイジェスト版 三億円強奪事件の唄』（だいダイジェストばん　さんおくえんごうだつじけんのうた）は、1969年に高田渡が発表した楽曲及びシングル。

## 概要
三億円事件を題材にした楽曲。原曲はアメリカ民謡「ジェシー・ジェイムズ」。
歌詞には「鼠小僧」「八っつあん」「熊さん」が登場する。

## 1969年版
1969年にURCレコードより配布された非売品レコード。
A面（表）がスタジオ録音・通常45回転で、B面（裏）が実況録音・33・1/3回転となっている。スタジオ録音版と実況録音版では一部の歌詞が異なる。実況録音版は岡林信康との共演で、「ミッシェル」「ゲゲゲの鬼太郎」のメロディ、「夕月」「悲しくてやりきれない」の替え歌が挿入されている。
なお、ジャケットには「大・ダイジェスト版 三億円強奪事件の唄」と表記されている（「唄」には「はなし」のルビが振られている）が、レコードラベルには「大ダイジェスト版 “3億円強奪事件の唄”」と表記されている。

### 収録曲（1969年版）

#### SIDE A（1969年版）
1. 大ダイジェスト版 “3億円強奪事件の唄”  –  (3:34)
  - 原曲：ジェシー・ジェイムズ、作詞：高田渡

#### SIDE B（1969年版）
1. 〜実況録音・東京労音例会にて〜 大ダイジェスト版 “3億円強奪事件の唄”  –  (6:35)
  - 原曲：ジェシー・ジェイムズ、作詞：高田渡
  - 1969年3月15日、渋谷公会堂での録音

## 1972年版
1972年にURCレコードより配布された非売品レコード。「お年玉レコード」と銘打たれている。
A面（表）が高田渡・岡林信康による「大ダイジェスト版 三億円強奪事件の唄」（実況録音版）33・1/3回転で（本レコードでは「大ダイジェスト盤 三億円強奪事件の唄」と表記）、B面（裏）が西岡たかしの「砂漠」通常45回転となっている。いずれも1969年に既発の曲をそれぞれ両面シングルにしたお年玉企画商品。

### 収録曲（1972年版）

#### SIDE A（1972年版）
1. 大ダイジェスト盤 三億円強奪事件の唄（実況録音）  –  (6:35)
  - 原曲：ジェシー・ジェイムズ、作詞：高田渡

#### SIDE B（1972年版）
1. 砂漠  –  (7:00)
  - 作詞・作曲：西岡隆

### レコーディングメンバー

#### 大ダイジェスト盤 三億円強奪事件の唄（実況録音）
- 唄・語り：高田渡、岡林信康他
- ミキサー：松田宏
- 1969年3月15日、渋谷公会堂（ジャケットには“渋谷公開堂”と記載）

#### 砂漠
- 唄・語り：西岡たかし
- ミキサー：四家秀次郎
- 1969年8月4日、アオイスタジオ

## メディアでの使用
- 2008年12月13日、フジテレビの『土曜プレミアム』で放送された『完全犯罪ミステリースペシャル 新証言!三億円事件 40年目の真相 〜極秘捜査ノートが語る2200日〜』において、「大ダイジェスト版 三億円強奪事件の唄」がBGMとして流された[1]。